# Zen and the Art of Motorcycle Maintenance: An Inquiry into Values
Zen and the Art of Motorcycle Maintenance: An Inquiry into Values (Brasil: Zen e a arte da manutenção de motocicletas: uma investigação sobre valores / Portugal: Zen e a arte da manutenção de motocicletas: uma averiguação de valores) é um livro escrito em 1974 por Robert M. Pirsig.
O livro descreve, em primeira pessoa, 17 dias de viagem de motocicleta pelos Estados Unidos, feita pelo autor (não  identificado no livro) e seu filho Chris. A viagem é pontuada por numerosas percepções da filosofia, muitas delas em epistemologia e em filosofia da ciência, que o autor se refere como chautauquas .
O título é uma referência ao livro de Eugen Herrigel. Na sua introdução, Pirsig explica que, apesar do seu título "não deverá, em caso algum, ser associada a essa grande massa de informações factuais relativas a ortodoxia da prática budista e tampouco é muito preciso em relação à manutenção de motocicletas".

## Conteúdo filosófico
No livro, Pirsig explora o significado e os conceitos de "qualidade" (um termo que ele considera ser indefinível). Pirsig expande sua exploração de qualidade em metafísica, que ele chama de "Metafísica da Qualidade". Como o título indica, uma grande parte da metafísica da qualidade tem a ver com a não-intelectualização, não concetualizar, o Zen como visualização direta do universo. Ainda que Pirsig afaste o pensamento oriental, argumentando que a razão e a lógica são importantes na busca do entendimento, o autor frisa a importância da intuição abstrata como orientadora da ação humana.